# Ulrich Glantschnigg

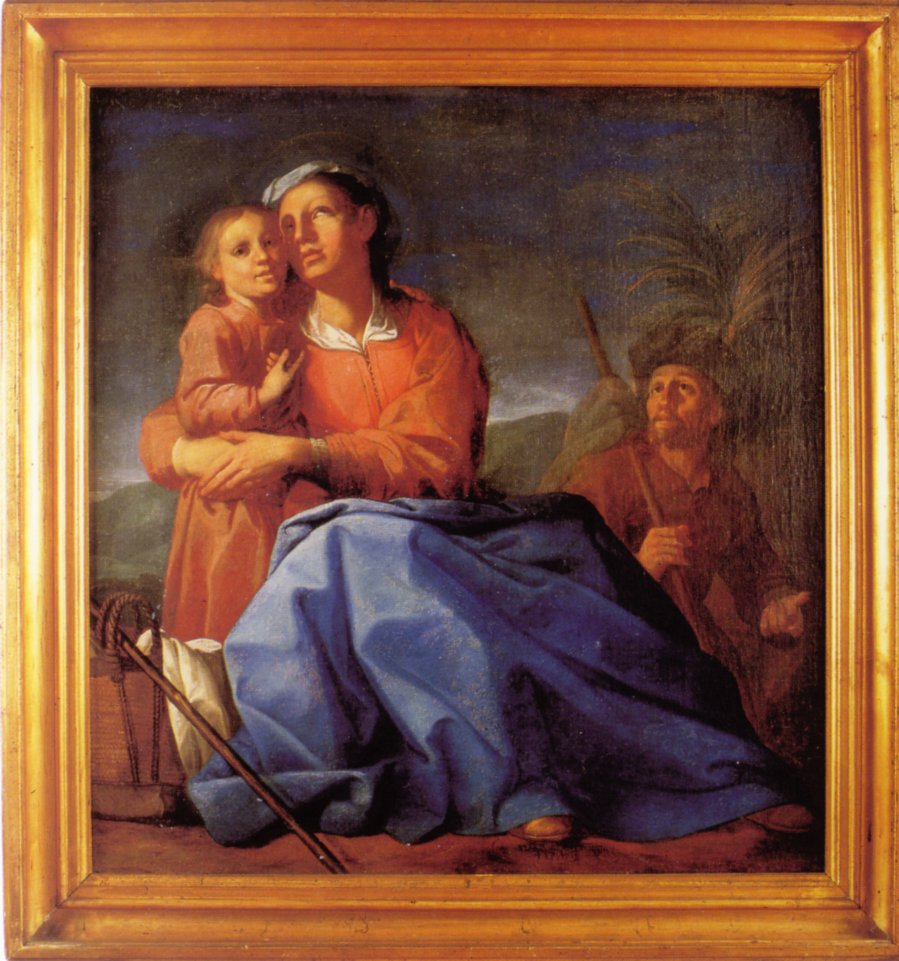
Ruhe auf der Flucht, Diözesanmuseum Brixen (um 1700)

Ulrich Glantschnigg (getauft 18. August 1661 in Hall in Tirol; † 24. November 1722 in Bozen) war ein österreichischer Maler der Barockzeit, der vorwiegend im heutigen Gebiet von Südtirol gewirkt hat.

## Leben
Der aus Hall in Tirol stammende Glantschnigg, für den auch die Namensform Landschneck überliefert ist, übersiedelte 1671 mit seinen Eltern nach Bozen, wo er zunächst Unterricht beim Maler Franz von Teitenhofer (Deutenhofer) und dann bei Heinrich Frisch in Meran erhielt. Von entscheidender Bedeutung wurde seine weitere Ausbildung bei Johann Carl Loth in Venedig, bei dem er sechs oder sieben Jahre blieb, und mit dem ihn auch späterhin eine lebenslange Freundschaft verband. Dann reiste er weiter durch Italien und die Schweiz (längerer Aufenthalt in Rorschach), sowie nach München und Braunau am Inn. 1683 suchte er in Bozen um das Bürgerrecht an, das er erst nach seiner Verheiratung mit Anna Tasser im Jahr 1686 erhielt. Seine erste Frau starb bereits 1693, danach heiratete er 1694 Maria Reichhalter. Von seinen zehn Kindern wurde Johann Ulrich Glantschnigg ebenfalls Maler. Er lebte bis zu seinem Tod in Bozen.

## Werk
Ulrich Glantschnigg hinterließ ein umfangreiches Werk und war als Tafel- wie als Freskenmaler tätig. Er schuf Altar- und Andachtsbilder, Porträts, Genrebilder, Tierbilder und Stillleben, als Freskant setzte er Aufträge für Kirchen ebenso wie für Privathäuser um. Vermutlich geht die unterschiedliche Qualität seiner Arbeiten auf die Mitarbeit seiner Söhne in späteren Jahren zurück. Seine Figurendarstellungen sind gut gezeichnet, die Lichtführung weist aber Mängel auf. Weiterreichende Bedeutung besitzt Glantschnigg als Vorläufer der Tiroler Genremalerei.
- Porträt des venezianischen Mönchs Benedetto Vidali (Lithographie) (undat.), im Museo Correr[1]
- Bemalung der Holzdecke im Hause Toggenburg, Maria Himmelfahrt bei Oberbozen (1683)
- Hl. Josef, Diözesanmuseum Brixen (1707)
- Hochzeit zu Kana, 230 × 680 cm, Kloster Neustift (um 1710)
- Stigmatisation des hl. Franziskus, Hochaltar der Franziskanerkirche, Bozen (1712; 1944 zerstört)
- Sechs Szenen zur Passion Christi, Kloster Neustift (1715)
- Anbetung der Hirten, Tiroler Landesmuseum Innsbruck (1716)